# Allene Ray
Allene Ray (San Antonio, Texas, 2 de janeiro de 1901 – Temple City, Califórnia, 5 de maio de 1979), cujo verdadeiro nome era Allene Ray Burch, foi uma atriz estadunidense da era do cinema mudo. Participou de vários seriados produzidos pela Pathé na era muda, ao lado de seu parceiro de filmagens Walter Miller. Quando surgiu o cinema sonoro, continuou a atuar por algum tempo, depois sua carreira entrou em declínio.

## Biografia
Allene nasceu em San Antonio, Texas, filha de Willie Ray Mullins e John Breckenridge Burch. Mudou-se para Hollywood após vencer um concurso de cinema em 1920. Em 1919, um produtor que visitava San Antonio conheceu-a e insistiu para que ela participasse de um filme que ele estava produzindo. Depois do resultado obtido, seus amigos a incentivaram a participar de um concurso realizado por uma revistas de cinema da época. Ray foi a vencedora em um grupo de candidatas selecionadas de todo o país.
Seus primeiros créditos no cinema foram Honeymoon Ranch (1920), West of the Rio Grande (1921) e Partners of the Sunset (1922). Este último foi feito para a Lubin Corporation. Apesar de ser loura, ao fazer The Fortieth Door (1924), Ray decidiu usar uma peruca morena, pois o filme contava sobre uma heroína egípcia. O seriado foi feito pela Pathé.
Em 21 de julho de 1926, Allene casou com William L. "Larry" Wheeler e foram morar em Temple City, na Califórnia. Wheeler morreu em 06/20/1958.
Allene era tímida, quieta, introvertida e sem muita familiaridade com seus colegas de trabalho, mas ironicamente, era extremamente ágil e sua capacidade atlética natural, mediante o fato de ter sido criada em um rancho no Texas, levou-a muitas vezes a recusar o uso de dublês, e ela própria realizava suas cenas. A Pathé a associou ao ator Walter Miller, num esforço bem sucedido que resultou em oito seriados juntos. Após 1929, Ray mudou-se para a Universal Studios.
Sua carreira no cinema continuou ainda um tempo após o início do cinema sonoro, com atuações em The Indians Are Coming (1930), Westward Bound (1930) e The Phantom (1931). Ray desempenhou o papel de uma passageira clandestina em Gun Cargo (1949), seu último filme.
Ela morreu de câncer em 1979, aos 78 anos, em Temple City, Califórnia.

## Filmografia
| Filme                   | Data | Observações                                        |
| ----------------------- | ---- | -------------------------------------------------- |
| Crossed Trails          | 1917 | curta-metragem                                     |
| The Wildcatter          | 1919 |                                                    |
| The Trail's End         | 1919 | curta-metragem                                     |
| Squatter's Right        | 1919 | curta-metragem                                     |
| A Modern Lochinvar      | 1919 |                                                    |
| Ramon, the Sailmaker    | 1920 |                                                    |
| Honeymoon Ranch         | 1920 | Personagem: Blue Bonnet                            |
| On the High Card        | 1921 |                                                    |
| West of the Rio Grande  | 1921 | Personagem: Eileen Nawn                            |
| Partners of the Sunset  | 1922 | Personagem: Patricia Moreland                      |
| Your Friend and Mine    | 1923 | Personagem: Marie Mertens                          |
| Times Have Changed      | 1923 | Personagem: Irene Laird                            |
| The Way of a Man        | 1924 | Personagem: Ellen Meriwether. Seriado.             |
| The Fortieth Door       | 1924 | Personagem: Aimee. Seriado.                        |
| Ten Scars Make a Man    | 1924 | Personagem: Jean Morell. Seriado.                  |
| Galloping Hoofs         | 1924 | Personagem: Carole Page. Seriado.                  |
| Trails End              | 1925 | Personagem: Dorothy Simmons (creditada Allie Ray)  |
| Sunken Silver           | 1925 | Personagem: Claire Standish. Seriado.              |
| Play Ball (I)           | 1925 | Personagem: Doris Sutton. Seriado.                 |
| The Green Archer        | 1925 | Personagem: Valerie Howett. Seriado.               |
| Snowed In               | 1926 | Personagem: Shirley Kane. Seriado.                 |
| The House Without a Key | 1926 | Personagem: Carry Egan. Seriado.                   |
| Melting Millions        | 1927 | Personagem: Judy Winslow                           |
| Hawk of the Hills       | 1927 | Personagem: Mary. Seriado.                         |
| The Man Without a Face  | 1928 | Seriado.                                           |
| The Yellow Cameo        | 1928 | Personagem: Kay Cottrell. Seriado.                 |
| The Terrible People     | 1928 | Personagem: Nora Sanders. Seriado.                 |
| Hawk of the Hills       | 1929 | Reedição do seriado de 1927, em 58 minutos.        |
| The Black Book          | 1929 | Personagem: Dora Drake. Último seriado silencioso. |
| Overland Bound          | 1929 | Personagem: Mary Winters                           |
| The Indians Are Coming  | 1930 | Personagem: Mary Woods. Seriado.                   |
| Westward Bound          | 1930 | Personagem: Marge Holt                             |
| The Phantom             | 1931 | Personagem: Ruth Hampton                           |
| Gun Cargo               | 1949 | Personagem: Helen, passageira clandestina          |